# Plessé
Plessé is een gemeente in het Franse departement Loire-Atlantique (regio Pays de la Loire). De plaats maakt deel uit van het arrondissement Châteaubriant. Plessé telde op 1 januari 2022 5.281 inwoners.

## Geografie
De oppervlakte van Plessé bedroeg op 1 januari 2022 104,38 vierkante kilometer; de bevolkingsdichtheid was toen 50,6 inwoners per km².

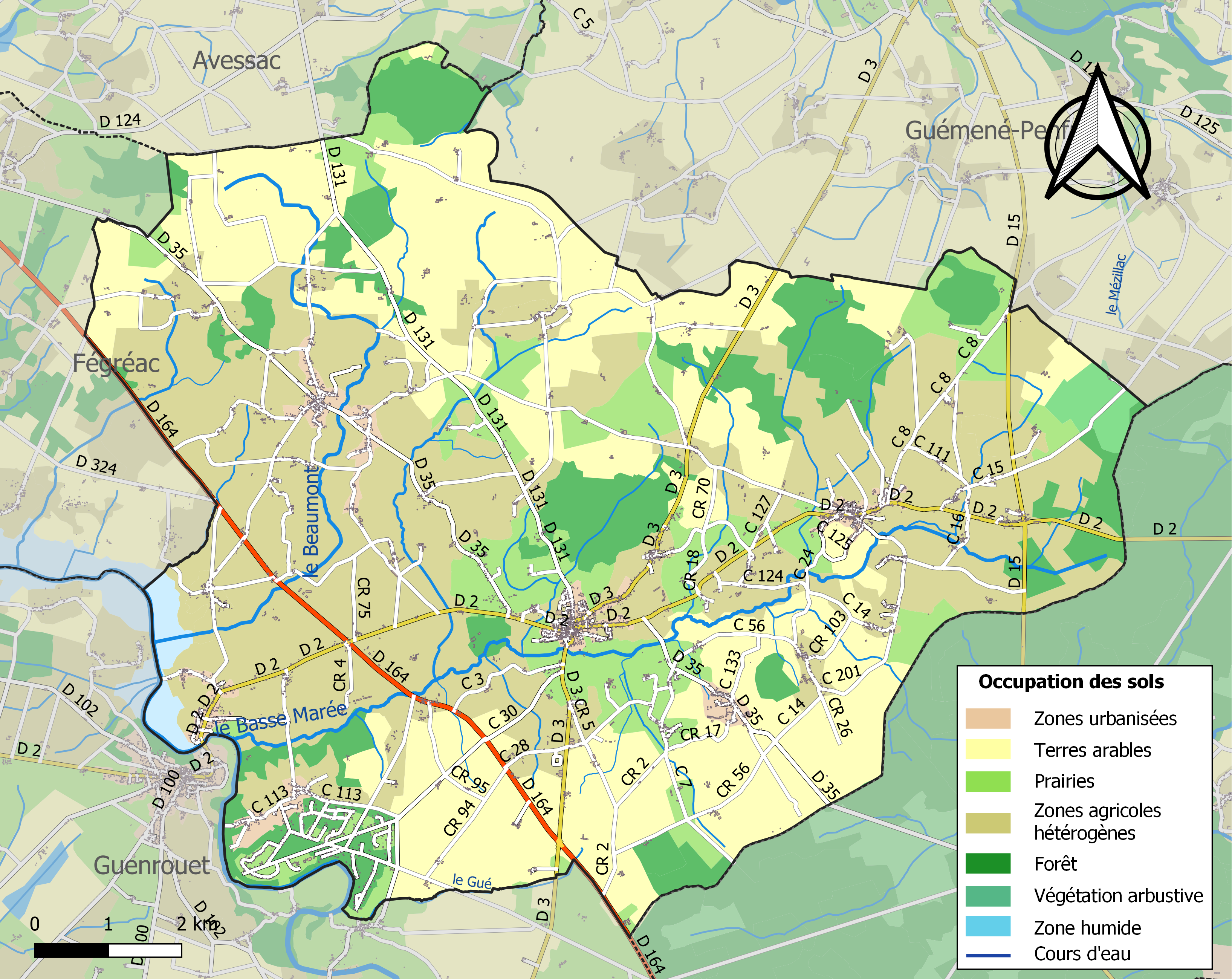
Kaart van de gemeente met de belangrijkste infrastructuur, bodemgebruik en omliggende gemeenten

## Demografie
Onderstaande figuur toont het verloop van het inwonertal (bron: INSEE-tellingen).

## Geboren in Plessé
- Lucien Petit-Breton (1882-1917), tweevoudig winnaar Ronde van Frankrijk